# 傑克·阿貝爾
傑克·阿貝爾（英語：Jake Abel，1987年11月18日—）是美國的一位演員。他最著名的作品是CW電視台電視劇邪惡力量。他也出演過電影獵殺第四行者等作品。他在2013年11月9日結婚。

## 外部連結
- 傑克·阿貝爾在互联网电影资料库（IMDb）上的資料（英文）
- Jake Abel Online （页面存档备份，存于）
- 在AllMovie上Jake Abel的頁面（英文）